# 騎士の夢

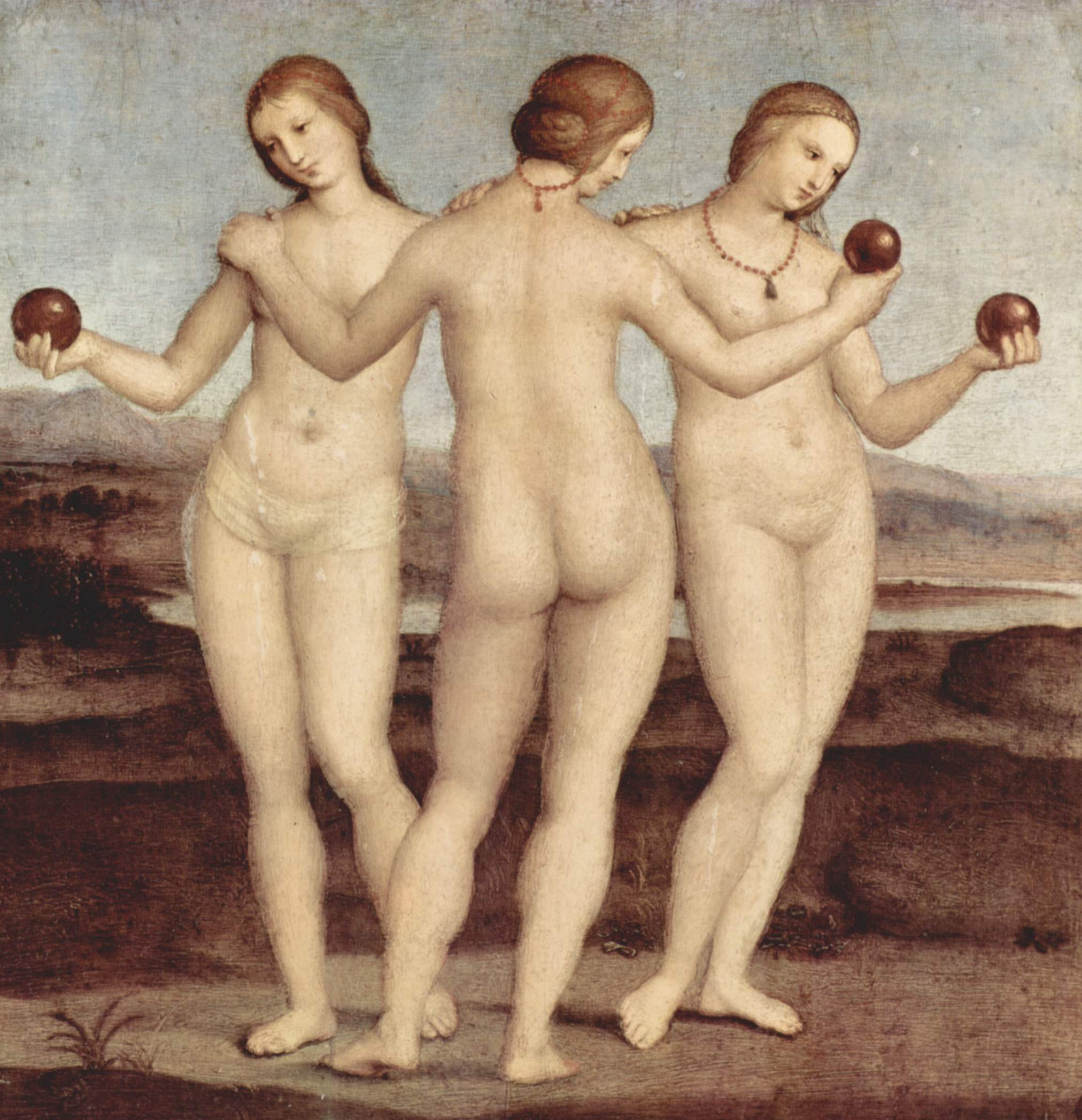
ラファエロ・サンツィオの『三美神』。コンデ美術館所蔵。

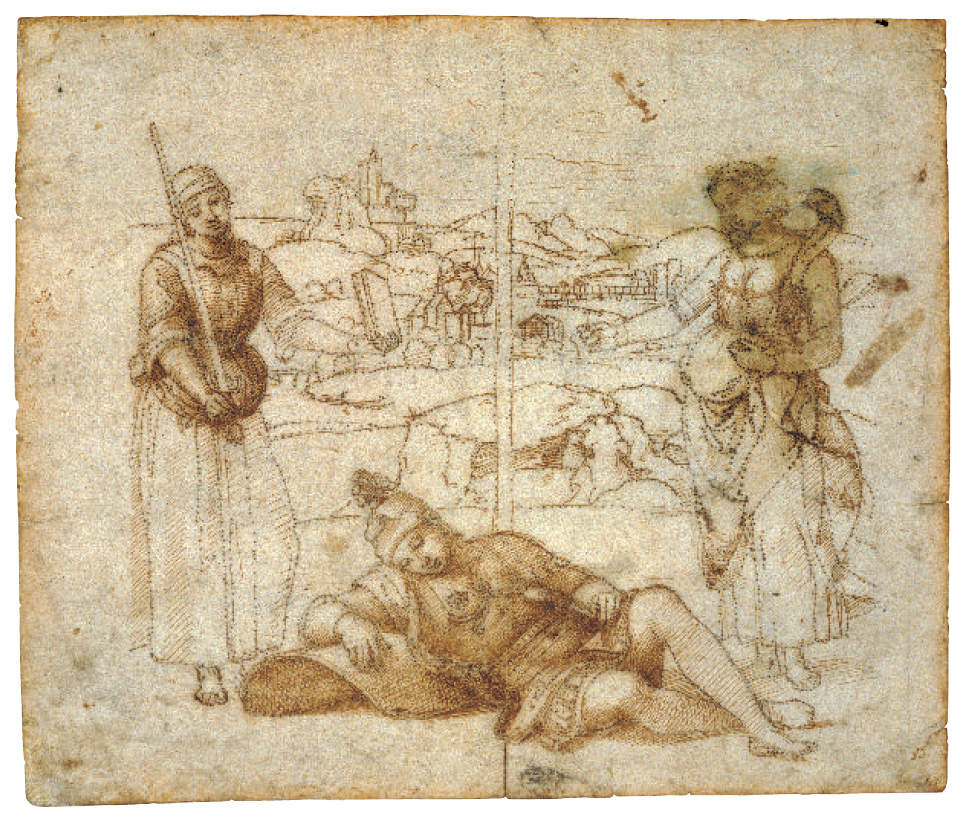
下絵を転写するために使われたカルトン。大英博物館所蔵。

『騎士の夢』（きしのゆめ, 伊: Sogno del cavaliere, 英: Vision of a Knight）は、盛期ルネサンスのイタリアの巨匠ラファエロ・サンツィオが1504年頃に制作した絵画である。油彩。主題はシリウス・イタリクスの第二次ポエニ戦争を描いた叙事詩『プニカ』で語られているスキピオ・アフリカヌスのエピソードからとられている。コンデ美術館の『三美神』とはほぼ同じサイズかつ同じ様式であり、おそらく対作品と考えられている。現在はロンドンのナショナル・ギャラリーに所蔵されている。また本作品のカルトンが大英博物館に所蔵されている。

## 作品
ラファエロは山に囲まれた奥深い土地で月桂樹の木陰で休んでいるうちに眠ってしまったスキピオを描いている。構図は対称的であり、画面中央の月桂樹とスキピオを挟む形で画面の両側に2人の女性像が描かれている。彼女たちは対立する美徳と快楽であり、スキピオの夢の中に女性の姿をとって現れている。画面左側に立っているのは美徳である。彼女は髪を覆った落ち着いた服装をしており、スキピオに武勇と学問の象徴である剣と書物を差し出して、戦争の勝利による名誉と栄光を約束している。一方、画面右側に立っているのは快楽である。彼女はドレスとヴェールをまとった金髪と魅惑的な目の美しい女性として描かれ、スキピオに愛を表すギンバイカの花を差し出して、安らぎと静かな生活を約束している。背景には分かれ道があり、美徳が導こうとする険しい道はゴツゴツした岩山に通じる上り道で表されているのに対して、快楽が導こうとする道は湖のほとりの穏やかな草地に向かう下り坂として表されている。
この絵画をシリウスの詩と結びつけたのは美術史家エルヴィン・パノフスキーである。シリウスの一節はギリシア神話の英雄ヘラクレスが分かれ道で、真の幸福につながる険しい坂道を示す美徳と、安易な安らぎと喜びの道を示す悪徳に出会うという「帰路に立つヘラクレス」の寓話に基づいている。画家の父ジョヴァンニ・サンツィオはこの寓話に影響を受けてウルビーノ公爵フェデリーコ・ダ・モンテフェルトロの生涯と功績について述べた叙事詩のプロローグを書いているため、ラファエロはヘラクレスの寓話についてよく知っていたと思われる。
とはいえ、ラファエロはこの主題をジレンマをともなう道徳的選択としてではなく、理想的な騎士が志すべき美徳を組み合わせたものとして解釈した。画面中央の常緑樹の葉は善良な騎士が軍事的、学術的、恋愛的行動を通じて獲得される勝利の永続的な名誉を象徴している。
大英博物館に所蔵されているカルトンによると、ラファエロは下絵の段階では快楽をもっと魅惑的な女性像として描いた。しかし最終的により控えめな服装で描き、騎士に与えられる褒美としての愛の役割を強調している。
対作品と目される『騎士の夢』と『三美神』がそれぞれ伝統的な男性的美徳（勇気、学問、愛）と女性的美徳（純潔、美、愛）を主題としていることは、結婚を記念して制作されたことを示唆している。両作品はほとんど同じサイズであるとはいえ、同じではないため、並べて展示することを意図したものではないかもしれない。片方の絵画がもう片方のカバーとして背中合わせに額装されたか、布製のバッグや引き出しに保管された可能性が考えられる。

## 来歴
両作品が最初に記録されたのは1650年のボルゲーゼ・コレクションにおいてである。1798年に美術コレクターのウィリアム・ヤング・オトリーはローマで『騎士の夢』を購入し、後に肖像画家トーマス・ローレンス卿のコレクションに加わった。ナショナル・ギャラリーは1847年に1,000ギニーで購入した。このとき美術館は絵画とともにカルトンも購入し、以前は絵画と並んで展示されていたが、1994年に大英博物館に移管された。